# Volksabstimmungen in der Schweiz 1986
Dieser Artikel bietet eine Übersicht der Volksabstimmungen in der Schweiz im Jahr 1986.
In der Schweiz fanden auf Bundesebene sechs Volksabstimmungen statt, im Rahmen dreier Urnengänge am 16. März, 28. September und 7. Dezember. Dabei handelte es sich um drei Volksinitiativen (davon eine mit dazu gehörendem Gegenentwurf), einen Gegenentwurf zu einer zurückgezogenen Volksinitiative, ein obligatorisches Referendum und ein fakultatives Referendum.

## Abstimmung am 16. März 1986

### Ergebnis
| Nr. | Vorlage | Art | Stimm- berechtigte | Abgegebene Stimmen | Beteiligung | Gültige Stimmen | Ja      | Nein      | Ja-Anteil | Nein-Anteil | Stände | Ergebnis |
| --- | --- | --- | ------------------ | ------------------ | ----------- | --------------- | ------- | --------- | --------- | ----------- | ------ | -------- |
| 338 | Bundesbeschluss vom 14. Dezember 1984 über den Beitritt der Schweiz zur Organisation der Vereinten Nationen | OR  | 4'180'379          | 2'120'130          | 50,72 %     | 2'102'863       | 511'713 | 1'591'150 | 24,33 %   | 75,67 %     | 0:23   | nein     |

### Beitritt zu den Vereinten Nationen
Die Schweiz trat nach dem Zweiten Weltkrieg nicht den Vereinten Nationen (UNO) bei, obwohl sich in Genf der zweite UNO-Hauptsitz befand. Sie beschränkte sich auf den Beobachterstatus und die Mitgliedschaft in verschiedenen UNO-Sonderorganisationen. 1977 hielt der Bundesrat eine Vollmitgliedschaft für neutralitätspolitisch möglich, da sich die Organisation und die Weltlage in der Zwischenzeit stark verändert hätten. Zwei Jahre später erklärte er den UNO-Beitritt zu einem Ziel der laufenden Legislatur und stellte 1982 dem Parlament einen entsprechenden Antrag. Im Zentrum der bisweilen heftigen Debatte standen Fragen der Neutralität und Unabhängigkeit. Das Geschäft war umstritten, doch beide Parlamentskammern gaben im Dezember 1984 relativ knapp ihre Zustimmung. In der langem und intensiv geführten Abstimmungskampagne machten sich nur die linken Parteien geeint für die Vorlage stark, während die bürgerlichen Parteien gespalten waren (insbesondere die FDP und die CVP). Die Befürworter betonten, die Schweiz könne nicht länger abseitsstehen. Ebenso liege ein Beitritt im Interesse der Schweiz, denn nur als Vollmitglied könne sie ihre Standpunkte wirksam einbringen und mitbestimmen. Entschieden gegen den Beitritt waren die SVP, die LPS, die EVP und kleine Rechtsaussenparteien. Im Zentrum ihrer Argumentation stand die Neutralität der Schweiz, denn spätestens bei der Durchsetzung von Sanktionen würde diese grossen Schaden nehmen. Ausserdem sei die UNO eine unverhältnismässig kostspielige Organisation, die kaum wirksam sei. Die bisherige Mitwirkung in den Sonderorganisationen sei genügend. Mehr als drei Viertel der Abstimmenden und alle Kantone lehnten die Vorlage ab und bescherten dem Bundesrat eine seiner empfindlichsten Niederlagen überhaupt. Dabei reichte die Ablehnung bis weit ins linke Lager hinein.

## Abstimmungen am 28. September 1986

### Ergebnisse
| Nr. | Vorlage                                                                           | Art | Stimm- berechtigte | Abgegebene Stimmen | Beteiligung | Gültige Stimmen | Ja      | Nein      | Ja-Anteil | Nein-Anteil | Stände | Ergebnis |
| --- | --------------------------------------------------------------------------------- | --- | ------------------ | ------------------ | ----------- | --------------- | ------- | --------- | --------- | ----------- | ------ | -------- |
| 339 | Bundesbeschluss vom 20. Dezember 1985 über die «Eidgenössische Kulturinitiative»  | VI  | 4'202'989          | 1'460'318          | 34,74 %     | 1'394'571       | 232'326 | 1'048'679 | 16,66 %   | 83,34 %     | 0:23   | nein     |
| 339 | Gegenentwurf zur «Eidgenössischen Kulturinitiative»                               | GE  | 4'202'989          | 1'460'318          | 34,74 %     | 1'394'571       | 548'080 | 0'670'496 | 39,30 %   | 60,70 %     | 0:23   | nein     |
| 340 | Eidgenössische Volksinitiative «für eine gesicherte Berufsbildung und Umschulung» | VI  | 4'202'989          | 1'463'399          | 34,81 %     | 1'423'997       | 261'759 | 1'162'238 | 18,38 %   | 81,62 %     | 0:23   | nein     |
| 341 | Bundesbeschluss über die inländische Zuckerwirtschaft, Änderung vom 21. Juni 1985 | FR  | 4'202'989          | 1'466'799          | 34,90 %     | 1'435'505       | 547'779 | 0'887'726 | 38,16 %   | 61,84 %     | –      | nein     |

### Kulturinitiative
14 kulturelle Organisationen reichten im August 1981 eine Volksinitiative ein, die eine umfassende Neuorientierung der Schweizer Kulturpolitik forderte und den Bund dazu verpflichten wollte, ein Prozent der im Budget vorgesehenen Gesamtausgaben für Massnahmen der Kulturförderung auszugeben. Das Parlament befürwortete zwar durchaus ein verstärktes finanzielles Engagement des Bundes, doch das «Kulturprozent» ging ihm entschieden zu weit. Ebenso fürchteten die Kantone um ihre Kulturhoheit, obwohl die Initiative diese ausdrücklich bejahte. Um wenigstens die Forderung nach einem Kulturartikel in der Bundesverfassung zu erfüllen, präsentierte der Bundesrat einen Gegenentwurf, den das Parlament annahm. Entgegen der Hoffnung der Initianten kam es vor der Volksabstimmung zu keiner breiten kulturpolitischen Diskussion. Unterstützung fand die Initiative nur im links-grünen Lager und beim LdU, während die bürgerlichen Parteien den Gegenentwurf befürworteten. Wegen des damaligen Verbots des «doppelten Ja» verteilten sich die Stimmen der Befürworter auf beide Vorlagen und verhalfen weder der Initiative noch dem Gegenentwurf zu einer Mehrheit. Mehr als vier Fünftel der Abstimmenden und alle Kantone lehnten die Initiative ab.

### Gegenentwurf zur Kulturinitiative
Der vom Parlament verabschiedete Gegenentwurf zur Kulturinitiative sollte dem Bund unter Wahrung des Subsidiaritätsprinzips die Möglichkeit geben, die Kulturförderung der Kantone zu unterstützen. Dabei sollte die konkrete Ausgestaltung auf Gesetzesstufe erfolgen. Zusätzlich sollte der Bund kulturfördernde Tätigkeiten von Privaten unterstützen können. Die CVP, die FDP, die SVP und die EVP unterstützten den Gegenvorschlag. Hingegen empfahlen die LPS, Rechtsaussenparteien und der Gewerbeverband, beide Vorlagen abzulehnen. Der Gegenentwurf wurde von Volk und Ständen ebenfalls abgelehnt, wenn auch weniger deutlich als die Initiative. 176'000 Stimmenden hatten nur zur Initiative Stellung genommen und liessen die Frage zum Gegenentwurf unbeantwortet. Nach dem damals geltenden Recht wirkten diese Leer-Stimmen wie Nein-Stimmen zum Gegenentwurf, weil für die Annahme der Vorlage die absolute Mehrheit der Stimmenden zu Volksinitiative und Gegenentwurf verlangt wurde. So konnte es zur eigenartigen Situation kommen, dass neun Kantone beim Gegenentwurf zwar mehr Ja- als Neinstimmen auswiesen, aber trotzdem kein einziger Stand zustimmte. Mit der Einführung des «doppelten Ja» im Jahre 1987 wurde auch neu geregelt, dass die absolute Mehrheit für jede Vorlage getrennt berechnet wird, so dass diese Situation nicht mehr eintreten kann.

### Berufsbildungsinitiative
Die Sozialistische Arbeiterpartei (SAP) reichte als mögliche Antwort auf die gesellschaftlichen Probleme des wirtschaftlichen und technologischen Wandels eine Volksinitiative ein. In der Bundesverfassung sollte das Recht auf vollwertige Berufsbildung festgeschrieben werden. Zu diesem Zweck sollten die Kantone vom Bund mit der Errichtung öffentlicher Lehrwerkstätten beauftragt werden, deren Kosten zu mindestens 75 Prozent durch Beiträge der Arbeitgeber finanziert würden. Bundesrat und Parlament wiesen die Initiative deutlich zurück. Unterstützung erhielt die SAP lediglich von anderen kleinen Linksparteien sowie von der SP, die in dieser Frage jedoch tief gespalten war. Die Befürworter argumentierten, die Jugendlichen würden nicht mehr den Schwankungen des Arbeitsmarktes ausgeliefert sein und den geforderten öffentlichen Lehrwerkstätten käme gerade in Zeiten von Arbeitslosigkeit und Rationalisierung verstärkte Bedeutung zu. Nicht nur die bürgerlichen Parteien stellten sich mit Nachdruck gegen die Vorlage, sondern auch der Schweizerische Gewerkschaftsbund. Während die einen die Gefahr eines Systemwechsels mit marxistischem Hintergrund heraufbeschworen, lehnten die anderen öffentliche Einrichtungen dieser Art zwar nicht grundsätzlich ab, wollten aber andere Prioritäten setzen. Nicht einmal ein Fünftel der Abstimmenden stimmten der Vorlage zu.

### Zuckerbeschluss
Mit einer gezielten Förderung des Ackerbaus versuchte die Agrarpolitik des Bundes, der massiven Überproduktion von Fleisch und Milch entgegenzuwirken. Dies führte jedoch dazu, dass nun auch bei der pflanzlichen Produktion Überschussmengen anfielen. Der bis 1989 befristete Bundesbeschluss über die inländische Zuckerwirtschaft sollte gemäss den Vorstellungen des Bundesrates vorzeitig revidiert werden. Demnach sollte die Menge der Zuckerrüben, die von den Zuckerfabriken zum vollen Preis übernommen werden mussten, von 850'000 auf 1 Million Tonnen angehoben werden. Ausserdem sollte durch eine Erhöhung der Zölle auf Importzucker die Zuckerrechnung des Bundes um 20 Millionen Franken entlastet werden, wobei die Konsumenten die Mehrkosten zu tragen hätten. Gegen den entsprechenden Beschluss des Parlaments ergriff der Migros-Genossenschafts-Bund das Referendum, unterstützt vom LdU und kleinen Linksparteien. Die Gegner bestritten, dass eine Ausdehnung der Zuckeranbaufläche eine produktionslenkende Wirkung habe; sie kritisierten auch die paradoxe Situation, dass eine Mehrproduktion von Zucker zu einer Preissteigerung führen würde. Die bürgerlichen Bundesratsparteien und kleine Rechtsparteien, insbesondere aber der Bauernverband, setzten sich für die Vorlage ein, während SP, Grüne und Gewerkschaftsbund die Stimmfreigabe beschlossen. Über drei Fünftel der Abstimmenden lehnten die Vorlage ab, womit der bestehende Zuckerbeschluss vorerst in Kraft blieb. Die Mehrheit der im Anschluss befragten Stimmberechtigten war der Meinung, dass von der angestrebten Reform nur wenige Landwirte im Mittelland profitiert hätten.

## Abstimmungen am 7. Dezember 1986

### Ergebnisse
| Nr. | Vorlage                                                                                                | Art | Stimm- berechtigte | Abgegebene Stimmen | Beteiligung | Gültige Stimmen | Ja      | Nein    | Ja-Anteil | Nein-Anteil | Stände | Ergebnis |
| --- | --- | --- | ------------------ | ------------------ | ----------- | --------------- | ------- | ------- | --------- | ----------- | ------ | -------- |
| 342 | Bundesbeschluss vom 21. März 1986 über die Volksinitiative «für Mieterschutz» (Gegenentwurf)           | GE  | 4'210'819          | 1'461'588          | 34,70 %     | 1'432'711       | 922'221 | 510'490 | 64,37 %   | 35,63 %     | 18½:4½ | ja       |
| 343 | Eidgenössische Volksinitiative «für eine gerechte Belastung des Schwerverkehrs (Schwerverkehrsabgabe)» | VI  | 4'210'819          | 1'462'909          | 34,74 %     | 1'434'542       | 485'930 | 948'612 | 33,87 %   | 66,13 %     | 0:23   | nein     |

### Mieterschutz
Angesichts des tiefen Leerwohnungsbestands und steigender Mietzinsen war der seit Jahren angespannte Wohnungsmarkt ein politisches Dauerthema. Zwar galt ein befristeter Bundesbeschluss zum Schutz der Mieter vor missbräuchlichen Forderungen, doch betraf dieser nur Gemeinden mit offiziell festgestellter Wohnungsnot. Vor diesem Hintergrund reichte die Schweizerische Mietervereinigung 1982 eine Volksinitiative für einen verstärkten Mieterschutz ein. Sie verlangte vom Bund unter anderem strengere Massnahmen gegen unangemessene Mietzinsen und ungerechtfertigte Kündigungen, die auf Begehren des Mieters aufzuheben wären. Mit einem direkten Gegenentwurf gingen Bundesrat und Parlament zum Teil auf die Forderungen der Initianten ein, wobei sie die genaue Regelung der zu treffenden Massnahmen nicht in der Verfassung, sondern auf Gesetzesstufe festschreiben wollten. Die Forderung nach einer allgemein verbindlichen Kostenmiete lehnten sie jedoch ab. Die Initianten zogen ihr Begehren aufgrund der gemachten Zugeständnisse zurück. Da der Gegenvorschlag ebenfalls eine Verfassungsänderung erforderte, war er dem obligatorischen Referendum unterworfen. Mit Ausnahme der LPS und der Republikaner unterstützten alle Parteien die Vorlage. Die Befürworter begrüssten die Ausweitung der leicht verschärften Mieterschutzbestimmungen auf die gesamte Schweiz. Hingegen betrachteten die wenigen Gegner gesetzliche Bestimmungen als unnötig, da Missbräuche selten seien. Fast zwei Drittel der Abstimmenden und eine deutliche Mehrheit der Kantone nahmen die Vorlage an.

### Schwerverkehrsabgabe
1984 hatten Volk und Stände einer Schwerverkehrsabgabe zugestimmt, doch der Bundesbeschluss war auf zehn Jahre begrenzt und sah lediglich eine im Umfang begrenzte Pauschalabgabe vor. Den Umweltschutzverbänden und dem Verkehrs-Club der Schweiz ging dies zu wenig weit, weshalb sie noch vor der Abstimmung eine Volksinitiative einreichten, die weitgehend dem ursprünglichen Vorschlag des Bundesrates entsprach. Sie verlangte eine deutlich höhere leistungsabhängige Abgabe, die sich nach den vom Schwerverkehr verursachten, aber nicht gedeckten Kosten bemisst. Bundesrat und Parlament empfahlen die Initiative zur Ablehnung. Das Begehren entspreche zwar seiner Tendenz nach den Absichten der Regierung, lege den Fokus aber zu einseitig auf die Kostendeckung des Schwerverkehrs. Linke Parteien, der LdU, die EVP, die Grünen und die Nationalen Aktion unterstützten die Initiative. Ihnen zufolge habe die bestehende Regelung zu wenige Anreize für den Umstieg auf die umweltfreundlichere Eisenbahn geschaffen und Vielfahrer würden durch die pauschale Abgabe sogar bevorteilt. Bürgerliche und kleine Rechtsaussenparteien hielten dem entgegen, eine leistungsabhängige Schwerverkehrsabgabe solle nicht in einem gesonderten Verfassungsartikel verwirklicht werden, sondern im Rahmen der koordinierten Verkehrspolitik (über diese wurde dann 1988 abgestimmt). Knapp zwei Drittel der Abstimmenden und alle Kantone verwarfen die Vorlage.